# Campo Dieciocho
Campo Dieciocho är en ort i Mexiko.   Den ligger i kommunen Etchojoa och delstaten Sonora, i den västra delen av landet, 1 400 km nordväst om huvudstaden Mexico City. Campo Dieciocho ligger 22 meter över havet och antalet invånare är 182.
Terrängen runt Campo Dieciocho är mycket platt. Runt Campo Dieciocho är det ganska glesbefolkat, med 34 invånare per kvadratkilometer. Närmaste större samhälle är Navojoa, 19,1 km öster om Campo Dieciocho. Trakten runt Campo Dieciocho består till största delen av jordbruksmark.